# 5-й воздушно-десантный корпус
5-й воздушно-десантный корпус — войсковое соединение авиации РККА Вооружённых Сил СССР во время Великой Отечественной войны. Сформирован накануне войны специальным постановление ЦК ВКП(б) и СНК СССР по предложению Народного комиссара обороны в числе других пяти воздушно-десантных корпусов. Дислоцировался в Прибалтийском особом военном округе, в бои вступил в первые дни войны, воздушно-десантные бригады корпуса в Прибалтийской оборонительной операции сражались как обычные пехотные части.
На начальном этапе Московской битвы подразделения корпуса были десантированы по воздуху в район Орла и Мценска для задержки стремительно продвигающегося к Москве противника и обеспечения разворачивания 1-го гвардейского стрелкового корпуса в Орловско-Брянской оборонительной операции. Переброска корпуса в середине октября 1941 года на ближние подступы к Москве в состав 43-й армии переломила ситуацию на Варшавском шоссе и противник был остановлен. В наступательный период Битвы под Москвой части корпуса участвовали в освобождении десятков населенных пунктов территории Московской и Калужской областей, включая Балабаново, Малоярославец и Медынь. 201-я воздушно-десантная бригада корпуса была задействована в проведении Вяземской воздушно-десантной операции.
В начале августа 1942 года в связи с резким ухудшением обстановки под Сталинградом корпус был срочно переформирован в 39-ю гвардейскую стрелковую дивизию.
Сокращённое наименование — 5 вдк.
Период вхождения в действующую армию: с 22 июня 1941 года по 10 августа 1941 года, с 3 октября 1941 года по 29 января 1942 года.

## История формирования корпуса
Корпус сформирован в конце мая 1941 года на основании постановления ЦК ВКП(б) и СНК СССР № 1112-459сс от 23 апреля 1941 года «О новых формированиях в составе Красной Армии». Указанным Постановлением по предложению Народного комиссара обороны предусматривалось формирование пяти воздушно-десантных корпусов за счет существующей численности Красной армии. Каждый воздушно-десантный корпус определялся в составе: управление корпуса, трёх воздушно-десантных бригад, танкового батальона, авиазвена связи, взвода связи. Общая численность корпуса устанавливалась в 8 020 человек. Формирование 5-го воздушно-десантного корпуса было определено в Прибалтийском особом военном округе, управление корпуса — в Двинске.
При создании 5-го воздушно-десантного корпуса объединили:
- 201-ю воздушно-десантную бригаду, существующую с 1938 года, в мае 1941 года дислоцировалась в летнем лагере под Двинском;
- 9-ю воздушно-десантную бригаду, сформированную в мае 1941 года на базе 203-й стрелковой дивизии в Резекне;
- 10-ю воздушно-десантную бригаду, сформированную в мае 1941 года на базе 223-й стрелковой дивизии в Двинске.

В состав корпуса также вошли: управление корпуса (в/ч 3042), 3-е отделение штаба корпуса (в/ч 3073), 3-й отдельный танковый батальон (в/ч 3067), взвод радиосвязи (в/ч 3050).
На вооружении корпуса предписывалось иметь:
- винтовок самозарядных — 4 500;
- пистолетов-пулеметов — 1 257;
- пулеметов ручных — 440;
- пулеметов зенитных — 18;
- минометов 50-мм — 111;
- минометов 82-мм — 21;
- орудий 45-мм — 39;
- орудий 76-мм — 18;
- танков Т-38 и Т-40 — 50;
- огнеметов ранцевых — 864;
- автомобилей грузовых — 214;
- автомобилей специальных — 17;
- автомобилей легковых — 10.

4 июня 1941 года вышел приказ Народного комиссара обороны № 0034 «Об обеспечении летными средствами воздушно-десантных войск РККА». Для учебно-боевой подготовки и боевых действий приказом устанавливалось формирование и передача всем воздушно-десантным корпусам десантно-бомбардировочных авиаполков. Для 5-го воздушно-десантного корпуса планировались к выделению: 7-й десантно-бомбардировочный авиаполк 40-й авиационной дивизии дальнего действия и вновь формируемый 323-й десантно-бомбардировочный авиаполк.
Укомплектование корпуса личным составом к началу июня 1941 года было закончено. Общая штатная численность на 9 июня 1941 года составила 8013 человек, в том числе: управление корпуса, танковый батальон и взвод радиосвязи — 249 человек, 9-я, 10-я и 201-я воздушно-десантные бригады по 2588 человек в каждой. Обеспечить корпус вооружением и боевой техникой в достаточном количестве к началу войны не удалось. В 5-м корпусе, как и во всех сформированных воздушно-десантных корпусах, с 1 июня 1941 года началось проведение парашютно-десантной подготовки. Однако выполнить запланированный объём боевой подготовки в новых воздушно-десантных бригадах, только что сформированных из пехотных частей, к началу войны безусловно не удалось.

## Боевой путь корпуса

### Приграничные сражения
Перед самым началом войны две бригады 5-го воздушно-десантного корпуса изменили свою дислокацию. В соответствии с планом, утверждённым командующим войсками Прибалтийского особого военного округа генерал-полковником Ф. И. Кузнецовым, 9-я и 10-я воздушно-десантные бригады совершили пешие переходы из мест своего формирования. 9-я воздушно десантная бригада 21 июня в 20:00 выступила из Резекне и, двигаясь только в тёмное время суток, пройдя 90 км по маршруту Резекне — Баравая — Малинова уже после начала войны в ночь с 23 на 24 июня прибыла в Двинск. Одновременно 10-я воздушно-десантная бригада 21 июня в 20:00 выступила из Двинска в Литву. Передвигаясь по маршруту Двинск — Илукстэ — Рокишкис — Скапишкис — Купишкис основные подразделения бригады за четыре ночных перехода прошли 145 км и в ночь с 24 на 25 июня прибыли в окрестности литовского Паневежиса. Артиллерийский дивизион (без батареи ПТО) и материальная часть зенитно-пулеметной роты были отправлены из Двинска в Паневежес по железной дороге. В Паневежес, расположенный на севере Литвы и в окрестностях которого находился аэродром, за несколько дней накануне войны переместился штаб Прибалтийского особого военного округа, преобразованный утром 22 июня в штаб Северо-Западного фронта. Сразу с началом войны 5-й воздушно десантный корпус был включен в резерв Северо-Западного фронта.
25 июня штаб Северо-Западного фронта убыл в Двинск, а затем в Резекне. 26 июня немецкие войска захватили Паневежис, 10-я воздушно-десантная бригада, усиленная стрелковым батальоном, под наименованием группа Гурьева с жестокими боями сумела выйти из окружения к своим войскам по маршруту Паневежис — Обяляй — Субатэ — Ливаны — Резекне.
25 июня в связи с угрозой прорыва противника в районе Двинска командующий Северо-Западным фронтом задействовал имеющиеся войска в составе: 10-й и 201-й воздушно-десантных бригад 5-го вдк, гарнизон Двинска, а также отдельные части, отходящие с фронта, преимущественно 11-й армии. Для руководства войсками выдвигалось полевое управление 27-й армии, а до его прибытия было образовано специальное временное воинское формирование — оперативная группа под командованием помощника командующего фронтом генерала С. Д. Акимова.
На 28 июня 1941 года частям корпуса была поставлена задача отбить у немецких войск занятый ими ещё 26 июня 1941 года Даугавпилс — передовые части корпуса ещё 26 июня 1941 года безуспешно пытались отбить город. Корпус силами 9-й и 201-й бригад, утром 28 июня 1941 года начал наступление на Даугавпилс с севера и северо-запада, имея слева танки 46-й танковой дивизии. Вместе с танками корпус смог ворваться в город, но удержаться там не смог и откатился назад. Атаки на Даугавпилс продолжались весь день, но к вечеру части корпуса даже были отброшены на 8-10 километров и к утру 29 июня 1941 года отошли на новый оборонительный рубеж — озеро Вырочно, озеро Лукнас-эзерс, река Дубна. Затем корпус отступает с боями по шоссе Даугавпилс — Остров.

Попытки заместителя командующего Северо-Западным фронтом генерал-лейтенанта С. Д. Акимова отбить город частями 5-го воздушно-десантного корпуса полковника И. С. Безуглого окончились неудачей. Десантники, вооруженные только винтовками и автоматами, не в состоянии были сломить сопротивление вражеских танков, поддержанных артиллерией и авиацией…

… Вражеские бомбардировщики повисли над городом и его окрестностями. Несколько часов они беспрерывно бомбили и обстреливали наши боевые порядки. 5-й воздушно-десантный корпус был отброшен на 8-10 километров.
— Герой Советского Союза генерал армии Хетагуров Г. И.

### На доукомплектовании
По приказу штаба 27-й армии от 5 июля 1941 года потрёпанный корпус был отведён в глубокий тыл, в район Причурино, Горячево, для приведения в порядок и дальнейшего использования по особому указанию. К 9 июля 1941 года корпус сосредоточился в районе Бежаницы, Чунеево для следования в район Великие Луки. 15 августа 1941 года корпус был выведен из состава войск Северо-Западного фронта и 19 августа уже находился в городе Тейково Ивановской области на доукомплектовании. Получив пополнение части корпуса приступили к ускоренной специальной и боевой подготовке. Списочная численность личного состава корпуса достигла 7 600 человек.
В конце августа 1941 года началась реорганизация воздушно-десантных войск и ВДВ были впервые выделены в самостоятельный род войск. Штатная численность воздушно-десантного корпуса была установлена в 10 328 человек. На доукомплектование 5-го вдк, как самого многочисленного, было отведено время до 15 сентября 1941 года. Сроки боевой подготовки определены с 15 сентября по 1 ноября 1941 года и к 10 ноября 1941 года корпус должен был находиться в боевой готовности.

### Бои на оборонительном этапе Московской битвы
30 сентября 1941 года немецким танковым ударом в полосе Брянского фронта началась Битва за Москву и её составная часть — Орловско-Брянская оборонительная операция. Чтобы задержать противника, по решению Ставки в район Мценска стали спешно сосредотачивать резервные соединения и части, из которых формировался 1-й гвардейский стрелковый корпус генерал-майора Д. Д. Лелюшенко. В 5 часов 10 минут 3 октября командир 5-го вдк полковник С. С. Гурьев получил приказ Ставки вылететь в Орел, задержать продвижение танков противника по шоссе на Тулу, обеспечить сосредоточение стрелкового корпуса Лелюшенко и войти в его состав.
3 и 4 октября корпус был переброшен из района Ярославля по маршруту Коломна, Тула посадочным способом на самолётах ПС-84 и ТБ-3 в район Орёл — Мценск. Всего было переброшено 5440 человек (каждый с двумя боекомплектами), с вооружением, в том числе 10-ю 45-мм орудиями, боевой техникой. Так, один батальон десантников был высажен на аэродроме в Орле в одно и то же время с входящими в город немецкими частями и сразу ввязался с ними в бои на окраине города, другой батальон на аэродром Оптуха в 8 километрах северо-восточнее Орла. Тяжёлое вооружение корпуса доставлялось в Мценск бомбардировщиками ТБ-3.
Десантники заняли оборону по реке Оптухе на шоссе Орёл — Мценск у населённого пункта Ивановская Оптуха вместе с 4-й танковой бригадой Катукова. Бои в полосе, занимаемой корпусом, разгорелись 6 и 7 октября 1941 года. В ночь на 7 октября 1941 года части корпуса отошли ближе к Мценску на заранее оборудованные позиции и 7 же октября вновь, совместно с частями 6-й гвардейской стрелковой дивизии и 11-й танковой бригады попали под мощный удар войск 2-й танковой группы Гудериана. Советские войска выдержали удар немецких танков, медленно отходя, и к 11 октября 1941 года положение на Мценском оборонительном рубеже уже на реке Зуше, в районе Мценска, сравнительно стабилизировалось.
Командир 1-го гвардейского стрелкового корпуса генерал-майор Лелюшенко Д. Д., в состав которого входил тогда 5 вдк, написал в своих мемуарах о боях в районе Мценска:

Десантники, пограничники и танкисты встретили противника беглым огнем. На поле боя запылали 39 немецких танков. Неприятель был отброшен. Только одна авиадесантная рота под командованием лейтенанта Николая Васильевича Бондарева двумя орудиями, противотанковыми гранатами и бутылками КС уничтожила 15 танков.

Воздушнодесантники, управляемые Иваном Семёновичем Безуглым, как под Даугавпилсом в начале войны, так и здесь громили гитлеровцев беспощадно.

На 14 октября 1941 года корпус занимал позиции на рубеже Хальзово — Бобрик.
16 октября 1941 года корпус в соответствии с приказом начальника Генерального штаба сдал свои позиции 6-й гвардейской стрелковой дивизии, снят с рубежа и в течение 17 и 18 октября был переброшен железной дорогой в Подольск. Штаб корпуса и 201-я воздушно-десантная бригада разместились под Подольском в районе селения Кутузова, 10-я воздушно-десантная бригада — в д. Александровка.
19 октября приказом командующего Западным фронтом 201-я воздушно-десантная бригада на автомашинах была выброшена на Варшавское шоссе в район д. Воробьи и вошла в подчинение 43-й армии. К утру 20 октября 201-я воздушно-десантная бригада заняла оборону по восточному берегу реки Истья и перекрыла Варшавское шоссе. На этом рубеже десантные подразделения вместе с отступающими частями 9-й танковой и 152-й мотострелковой бригадами 43-й армии остановили на два дня стремительно продвигающиеся к Москве немецкие части 57-го моторизованного корпуса вермахта.
21 октября 1941 года части корпуса вели бой западнее района Бухловка, а также готовили полосу обороны на участке Инино — Горки — Ольхово — Кресты — Стремилово. 24 октября 1941 года корпус вёл оборонительные бои на участке Горки — Ольхово. 26 октября 1941 года части корпуса вышли на восточный берег реки Нара в 1,5 километрах южнее района Горок, 27 октября 1941 года вышли на окраину Горок, действуя совместно с 93-й стрелковой дивизией. 29 октября 1941 года бригады корпуса закрепились на рубеже Горок, перешли к обороне и удерживали этот рубеж до начала общего наступления 43-й армии в середине декабря 1941 года.

### Бои на наступательном этапе Московской битвы
17 декабря 1941 года 5 вдк сдал свои позиции частям 53-й стрелковой дивизии и 18 декабря перешёл в наступление в направлении шоссе Балабаново — Воробьи. В первый день наступления корпус овладел населённым пунктом Никольские Дворы, блокировав сильный опорный пункт Романово, но затем из Никольских Дворов был выбит. 20 декабря в боевой состав 5-го воздушно-десантного корпуса на усиление вошел Отдельный стрелковый полк Западного фронта (командир полка майор Н. Ф. Шевцов). 5 вдк продолжил с тяжелыми боями продвижение к станции Балабаново и 28 декабря Отдельным стрелковым полком Западного фронта совместно с частями 93-й стрелковой дивизии Балабаново было взято. До конца месяца 5 вдк продолжил освобождение южной части Боровского района и района современного Обнинска, одновременно продвигаясь к Малоярославцу.

5-й воздушно-десантный корпус в составе 43 армии действует с 16 октября 1941 года. К 16 октября создалось тяжелое положение на Малоярославецком направлении, где части корпуса во взаимодействии с 9-й танковой бригадой в двух-дневных боях в районе Воробьи-Горки остановили противника нанеся ему большие потери.

За время наступательных боёв начавшихся 18 декабря корпусом пройдено с боями 40-50 километров и занято 45 населённых пунктов, в числе которых крупный узел сопротивления противника- станция Балабаново.

За время наступления захвачены трофеи:1 танк, 20 автомашин, орудий разных 27, винтовок 50 штук, миномётов 7 штук, ручных пулемётов 15 штук, мотоциклов 5 штук, тягачей 3 штуки, бронемашин 1, велосипедов 230 и ряд другого военного имущества.

За это время по неполным данным на участке корпуса обнаружено 640 убитых немецких солдат и офицеров…
— Командующий 43-й армией генерал-майор Голубев, Константин Дмитриевич. Из наградного листа на командира 5 воздушно-десантного корпуса полковника Гурьева Степана Савельевича
2 января 1942 года 5-й воздушно-десантный корпус содействовал частям 43-й армии в освобождении Малоярославца. Отдельный стрелковый полк Западного фронта в течение первых чисел января освободил всю южную часть Боровского района.
В январе 1942 года 5-й вдк задействован на начальном этапе Ржевско-Вяземской стратегической наступательной операции. 14 января частями корпуса в составе войск 43-й армии была освобождена Медынь. Затем корпус продолжил наступление на Юхнов, продвигаясь севернее Варшавского шоссе. Вёл упорные бои юго-восточнее села Износки в районе Аксеново — Кошняки.

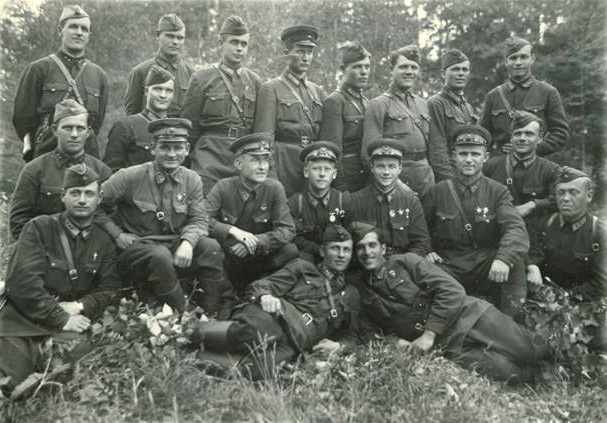
Воины 201-й вд бр 5-го вдк
на переформировании в г. Раменское.
Июнь 1942 года

В это же время часть сил 201-й воздушно-десантной бригады корпуса была задействована в проведении Вяземской воздушно-десантной операции для поддержки действия 1-го гвардейского кавалерийского корпуса для прорыва обороны противника на Варшавском шоссе. Выброска десанта была проведена в 40 км юго-западнее Вязьмы в районе Знаменка — Желанье. Боевые действия высадившихся десантников возглавлял командир 1-го батальона 201-й воздушно-десантной бригады капитан И. А. Суржик.

### В Резерве Ставки ВГК и переформирование
В конце января 1942 года части 5-го воздушно-десантного корпуса, сражавшиеся в составе 43-й армии на территории Износковского района, сдали свои участки Отдельному стрелковому полку Западного фронта. К 30 января 5-й вдк вышел из состава 43-й армии и сосредоточился в Медыни, затем был переброшен в Подольск. 3 февраля 1942 года 5 вдк передислоцировался в Раменское. В состав корпуса вместо штатной 9-й воздушно-десантной бригады вошла 7-й воздушно-десантная бригада.
С февраля по июль 1942 года 5-й вдк в резерве Ставки ВГК, пополнялся личным составом, который проходил подготовку по программе воздушно-десантных войск. В начале августа, в связи с резким ухудшением обстановки на южном участке советско-германского фронта, корпус срочно переформирован в 39-ю гвардейскую стрелковую дивизию (дивизия убыла на Сталинградский фронт).
16 августа 1942 года вышло постановление ГКО № 2178сс «О восстановлении 8 воздушно-десантных корпусов и 5 воздушно-десантных маневренных бригад» в соответствии с которым началось и новое формирование 5 вдк. Приказ на формирование был отдан 20 сентября. По новым штатам № 035/10-035/25 корпус должен был иметь в своем составе 9 930 человек. К 1 октября 1942 года 5-й вдк был сформирован под Москвой в Раменском и включал новые воздушно-десантные бригады со «старыми» номерами: 7-я, 10-я и 201-я вдбр. Однако к зиме Ставка ВГК решила использовать выгодную стратегическую обстановку и провести сразу несколько крупных операций. С целью усиления войск было принято решение имеющиеся воздушно-десантные корпуса снова переформировать в дивизии. Приказом Народного комиссара обороны № 00253 от 8 декабря 1942 года 5-й воздушно-десантный корпус подлежал переформированию в 7-ю гвардейскую воздушно-десантную дивизию.

## Подчинение и боевой состав
| Подчинение | Подчинение               | Подчинение | Подчинение                                                                                      | Подчинение                                                | Подчинение |
| Дата       | Фронт (военный округ)    | Армия      | В составе (стрелковые)                                                                          | Другие части, в том числе приданные                       | Примечания |
| ---------- | ------------------------ | ---------- | ----------------------------------------------------------------------------------------------- | --------------------------------------------------------- | --- |
| 22.06.1941 | Северо-Западный фронт    | -          | 9-я воздушно-десантная бригада 10-я воздушно-десантная бригада 201-я воздушно-десантная бригада |                                                           | |
| 01.07.1941 | Северо-Западный фронт    | 27-я армия | 9-я воздушно-десантная бригада 10-я воздушно-десантная бригада 201-я воздушно-десантная бригада |                                                           | |
| 10.07.1941 | Северо-Западный фронт    | 27-я армия | 9-я воздушно-десантная бригада 10-я воздушно-десантная бригада 201-я воздушно-десантная бригада |                                                           | |
| 01.08.1941 | Северо-Западный фронт    | -          | 9-я воздушно-десантная бригада 10-я воздушно-десантная бригада 201-я воздушно-десантная бригада |                                                           | |
| 01.09.1941 | Резерв Ставки ВГК        | -          | 9-я воздушно-десантная бригада 10-я воздушно-десантная бригада 201-я воздушно-десантная бригада |                                                           | |
| 01.10.1941 | Резерв Ставки ВГК        | -          | 9-я воздушно-десантная бригада 10-я воздушно-десантная бригада 201-я воздушно-десантная бригада |                                                           | с 03.10.1941 года в оперативном подчинении 1-го гвардейского стрелкового корпуса, с 09.10.1941 в подчинении 26-й армии |
| 01.11.1941 | Западный фронт           | 43-я армия | 10-я воздушно-десантная бригада 201-я воздушно-десантная бригада                                |                                                           | с 20.10.1941 |
| 01.12.1941 | Западный фронт           | 43-я армия | 10-я воздушно-десантная бригада 201-я воздушно-десантная бригада                                | Отдельный стрелковый полк Западного фронта (с 20.12.1941) | |
| 01.01.1942 | Западный фронт           | 43-я армия | 10-я воздушно-десантная бригада 201-я воздушно-десантная бригада                                | Отдельный стрелковый полк Западного фронта                | |
| 01.02.1942 | Резерв Ставки ВГК        | -          | 10-я воздушно-десантная бригада 201-я воздушно-десантная бригада                                |                                                           | |
| 01.03.1942 | Московский военный округ | -          | 7-я воздушно-десантная бригада 10-я воздушно-десантная бригада 201-я воздушно-десантная бригада |                                                           | |
| 01.04.1942 | Московский военный округ | -          | 7-я воздушно-десантная бригада 10-я воздушно-десантная бригада 201-я воздушно-десантная бригада |                                                           | |
| 01.05.1942 | Московский военный округ | -          | 7-я воздушно-десантная бригада 10-я воздушно-десантная бригада 201-я воздушно-десантная бригада |                                                           | |
| 01.06.1942 | Московский военный округ | -          | 7-я воздушно-десантная бригада 10-я воздушно-десантная бригада 201-я воздушно-десантная бригада |                                                           | |
| 01.07.1942 | Московский военный округ | -          | 7-я воздушно-десантная бригада 10-я воздушно-десантная бригада 201-я воздушно-десантная бригада |                                                           | |

## Командование корпуса

### Командиры
1-е формирование
- Безуглый, Иван Семёнович (23.06.1941 — 03.10.1941), генерал-майор[40];
- Гурьев, Степан Савельевич, (03.10.1941 — 17.08.1942), полковник, с 03.05.1942 генерал-майор[41][42][43].

2-е формирование
- Афанасьев, Фёдор Александрович (08.1942 — 11.1942), полковник[44];
- Некрасов, Юрий Петрович (17.09.1942 — 25.11.1942), полковник (ВРИД)[45];
- Парафило, Терентий Михайлович (25.11.1942 — 08.12.1942), генерал-майор береговой службы[46].

### Военные комиссары
1-е формирование
- Кизевич Семён Григорьевич (27.05.1941 — 26.09.1941), бригадный комиссар;
- Королёв, Иван Николаевич (26.09.1941 — 29.04.1942), полковой комиссар, с 13.02.1942 бригадный комиссар;
- Чернышев Фёдор Филиппович (07.05.1942 — 01.08.1942), полковой комиссар[47].

### Начальники штаба
1-е формирование
- Суржиков, Михаил Иосифович (07.05.1941 — 15.08.1941), подполковник[48];
- Радченков Даниил Георгиевич (18.08.1941 — 19.11.1941), подполковник;
- Нетесов Алексей Александрович (20.11.1941 — 01.08.1942), подполковник, с 9.06.1942 полковник[49].

2-е формирование
- Некрасов Юрий Петрович (08.1942 — 08.12.1942), полковник[45].

## Отличившиеся воины
Награждены орденами и медалями СССР не меньше:
- орден Красного Знамени — 62
- орден Красной Звезды — 92
- медаль За отвагу — 75
- медаль За боевые заслуги — 23